# N'Golo Kanté
N'Golo Kanté, född 29 mars 1991 i Paris, är en fransk fotbollsspelare (mittfältare) som spelar för Al-Ittihad. Han representerar även det franska landslaget.

## Klubbkarriär
Kanté är av maliskt ursprung. Han var en del av det framgångsrika Leicester City som vann Premier League 2015/2016. Kanté togs ut i årets lag, PFA Team of the Year, för sina insatser under säsongen.
Säsongen efter bragden med Leicester värvades Kanté 16 juli 2016 av Chelsea, där han skrev på ett femårskontrakt. I sin första säsong i klubben vann Kanté Premier League (för andra året i rad) och blev återigen uttagen i årets lag (PFA). Dessutom vann Kanté de två stora priserna som Premier Leagues bästa spelare, årets fotbollsspelare i England (PFA) och årets fotbollsspelare i England (FWA).
Kanté vann med sitt Chelsea Champions League 2020/2021. Han bidrog starkt till Chelseas succé, vilket han belönades för i och med att han utsågs till "Player of the Match" i Chelseas tre sista matcher i turneringen.
Den 20 juni 2023 bekräftade Al-Ittihad att Kanté skulle ansluta till klubben den 1 juli samma år.

## Landslagskarriär
Kanté debuterade för Frankrikes landslag den 25 mars 2016 i en 3–2-vinst över Nederländerna, där han ersatte Lassana Diarra i halvlek.
Han vann VM-guld med Frankrike i VM 2018.

## Meriter

### Klubb

#### Leicester City
- Premier League: 2015–16

#### Chelsea FC
- Premier League: 2016–17
- FA-cupen: 2017–18
- Uefa Europa League: 2018–19
- Uefa Champions League: 2020–21

### Landslag
- EM-silver: 2016
- VM-guld: 2018

### Individuella
- Premier League PFA Team of the Year: 2015–16

- Leicester City Players' Player of the Year (1): 2015–16

- London Football Awards Player of the Year: 2017
- PFA Players' Player of the Year (1): 2016–17
- Chelsea Players' Player of the Year: 2017
- Chelsea Player of the Year: 2018
- Fifa World XI Team 2018 (Fifas Världslag)